# Northville (Dakota du Sud)
Pour les articles homonymes, voir Northville.
Northville est une municipalité américaine située dans le comté de Spink, dans l'État du Dakota du Sud. Selon le recensement de 2010, elle compte 143 habitants. La municipalité s'étend sur 0,38 milles carrés (0,98 km2).
Lorsque la poste s'y installe en 1881, la localité accueille la gare la plus au nord du North Western Railway, d'où son nom Northville (« la ville du nord »).

## Démographie
| 1900 | 1910 | 1920 | 1930 | 1940 | 1950 |
| ---- | ---- | ---- | ---- | ---- | ---- |
| 243  | 392  | 372  | 260  | 223  | 220  |

| 1960 | 1970 | 1980 | 1990 | 2000 | 2010 |
| ---- | ---- | ---- | ---- | ---- | ---- |
| 153  | 119  | 138  | 105  | 124  | 143  |